# Teardrop (песня)
«Teardrop» — песня английской трип-хоп группы Massive Attack, выпущенная 27 апреля 1998 как второй сингл из третьего студийного альбома группы, Mezzanine. Вокал исполняет Элизабет Фрайзер, бывшая солистка группы Cocteau Twins, которая также написала текст песни. Изначально трек должен был включать в себя вокал Мадонны, от которой группа отказалась в пользу Фрайзер. Основной мотив песни задаётся клавесином.
В Великобритании сингл смог занять 10-е место, став самым популярным синглом группы и их единственным хитом, попавшим в топ-10 в их родной стране. Трек занял первое место в Исландии и вошёл в двадцатку лучших в Австралии, Ирландии, Новой Зеландии, а также в Дании в 2012 году. Песня была использована в различных телевизионных программах, в том числе как главная вступительная тема американского телешоу Доктор Хаус.

## Создание
Песня родилась из простого риффа на клавесине, который был записан в студии в апреле 1997 года. Эндрю Ваулз отправил демо Мадонне, так как хотел, чтобы она записала вокал для песни (ранее группа работала с ней над переработкой песни «I Want You» 1995 года). Два других участника группы, Роберт Дель Наджа и Грантли Маршалл, хотели, чтобы вокал исполнила Элизабет Фрайзер из Cocteau Twins, так как они считали, что её голос больше подходит к мрачной атмосфере песни. Мадонна очень хотела поучаствовать в записи трека и была сильно разочарована, когда группа выбрала Фрайзер путём голосования.
Фрайзер написала текст песни, будучи вдохновлённой работами французского философа Гастона Башляра. Во время записи песни в 1997 году она узнала, что Джефф Бакли, с которым у неё раньше были отношения, исчез — позже его найдут утонувшим. В 2009 году она сказала: «Это было так странно… Я много думала о нём, после того, как получила письмо. В какой-то степени эта песня о нём — во всяком случае, мне так кажется».

## Успех
Сингл достиг 16 строчки в Австралии. В 2009 году он занял 22-е место в рейтинге Triple J Hottest 100 of All Time in 2009. Трек вошёл в десятку лучших в Великобритании и является единственным треком группы, которому это удалось. 10 мая 2019 года он получил платиновый статус от Британской ассоциации производителей фонограмм.

## Музыкальное видео
В музыкальном видео на песню был показан плод из латекса, плавающий в утробе матери и поющий песню. Режиссёром выступил Уолтер Стерн.

## Чарты и сертификации
| Чарт (1998—2016)                           | Высшая позиция |
| ------------------------------------------ | -------------- |
| Австралия (ARIA)                           | 16             |
| Бельгия/Фландрия (Ultratip Bubbling Under) | 17             |
| Дания (Tracklisten)                        | 12             |
| Europe (Eurochart Hot 100)                 | 35             |
| Франция (SNEP)                             | 115            |
| Германия (GfK)                             | 52             |
| Iceland (Íslenski Listinn Topp 40)         | 1              |
| Ирландия (IRMA)                            | 18             |
| Нидерланды (Single Top 100)                | 64             |
| Новая Зеландия (Recorded Music NZ)         | 19             |
| Шотландия (OCC Scotland)                   | 13             |
| Швейцария (Schweizer Hitparade)            | 75             |
| Великобритания (OCC UK Singles)            | 10             |

| Чарт (1998)                        | Высшая позиция |
| ---------------------------------- | -------------- |
| Iceland (Íslenski Listinn Topp 40) | 15             |

| Регион                                                                      | Сертификация | Продажи |
| --------------------------------------------------------------------------- | ------------ | ------- |
| Италия (FIMI) · sales since 2009                                            | Золотой      | 15 000  |
| Великобритания (BPI)                                                        | Платиновый   | 600 000 |
| Данные о продажах + прослушиваниях приведены только на основе сертификации. |              |         |